# Canton de Passais
Le canton de Passais est une ancienne division administrative française située dans le département de l'Orne et la région Basse-Normandie.

## Géographie
Ce canton était organisé autour de Passais dans l'arrondissement d'Alençon. Son altitude variait de 107 m (Saint-Fraimbault) à 262 m (Torchamp) pour une altitude moyenne de 162 m.

## Représentation

### Conseillers d'arrondissement (de 1833 à 1940)
Le canton de Passais appartenait à l'arrondissement de Domfront jusqu'à sa disparition en 1926.
| Période                                  | Période | Identité                                               | Étiquette       | Qualité |
| ---------------------------------------- | ------- | ------------------------------------------------------ | --------------- | --- |
| 1833                                     | 1848    | Auguste Julien Barrabé (1790-1864)                     |                 | Médecin, chirurgien et juge de paix à Passais                                                               |
| 1848                                     |         | Alphonse Arsène Barrabé (1821-1898, fils du précédent) |                 | Notaire, juge de paix à Passais                                                                             |
|                                          |         |                                                        |                 | |
|                                          | 1907    | Henri Perrier                                          | Républicain     | Avocat |
| 1907                                     |         | Henri Brochard                                         | Droite          | Avocat à Domfront                                                                                           |
|                                          |         |                                                        |                 | |
| 1937                                     | 1940    | Isidore Gillot (1873-1945)                             | Union nationale | Médecin, propriétaire à Saint-Fraimbault                                                                    |
| 1940                                     |         |                                                        |                 | Les conseils d'arrondissement ont été suspendus par la loi du 12 octobre 1940 et n'ont jamais été réactivés |
| Les données manquantes sont à compléter. |         |                                                        |                 | |

### Conseillers généraux de 1833 à 2015
| Période                                  | Période          | Identité                                  | Étiquette    | Qualité |
| ---------------------------------------- | ---------------- | ----------------------------------------- | ------------ | --- |
| 1833                                     | 1871             | Paul Le Royer de la Tournerie (1799-1886) |              | Procureur du Roi, puis de la République à Domfront, puis procureur impérial, doyen du conseil général de l'Orne         |
| 1871                                     | 1892 (décès)     | Marcel Libert                             | Conservateur | Docteur en médecine à Alençon, sénateur (1885-1892)                                                                     |
| 1892                                     | 1909 (décès)     | Alfred-Auguste Barrabé                    | Républicain  | Médecin, maire de Domfront                                                                                              |
| 1910                                     | 1910             | Jules Beaudet-Lachaîne                    | RG           | Maire de Saint-Fraimbault-sur-Pisse                                                                                     |
| 1910                                     | 1931 (démission) | Henri Georges Roulleaux-Dugage            | URD          | Docteur en droit et en sciences politiques, propriétaire du château de Livonnière, député (1910-1930), maire de Rouellé |
| 1931                                     | 1940             | Joseph Hamon (1883-1977)                  | URD - AF     | Docteur en droit, maire de Passais (1921-1965)                                                                          |
|                                          |                  |                                           |              | |
| 1945                                     | 1948 (démission) | Jean Camille Raymond                      | Rad.ind.     | Docteur en médecine, Céaucé                                                                                             |
| 8 février 1948                           | 1963 (décès)     | Henri Lévêque (1890-1963)                 | RPF puis DVD | Avocat à la cour d'appel de Paris, maire de La Haute-Chapelle, propriétaire à Paris                                     |
| 24 mars 1963                             | 1998             | Charles Bancourt                          | CD puis DVD  | Vétérinaire, maire de Passais (1965-2001)                                                                               |
| 1998                                     | 2015             | Christophe Gallienne                      | DVD          | Vétérinaire, conseiller municipal de Passais                                                                            |
| Les données manquantes sont à compléter. |                  |                                           |              | |

Le canton participe à l'élection du député de la première circonscription de l'Orne.

## Composition

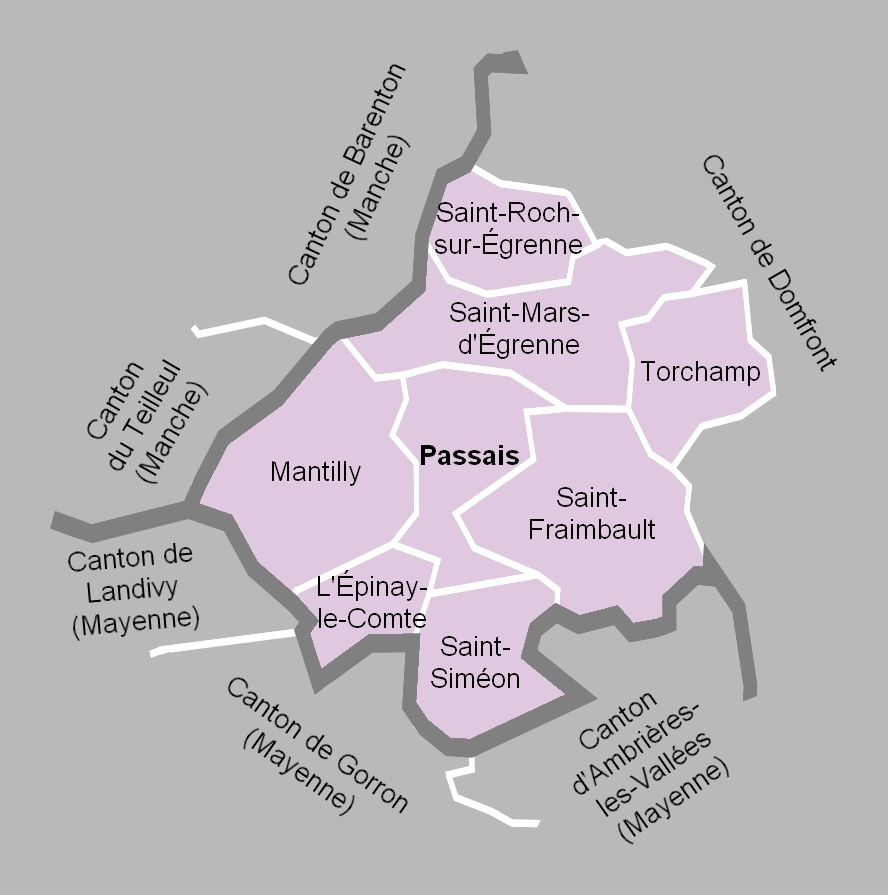
La carte des communes du canton. Les cantons limitrophes étaient ceux de Barenton, de Domfront, d'Ambrières-les-Vallées, de Gorron, de Landivy et du Teilleul.

Le canton de Passais comptait 3 550 habitants en 2012 (population municipale) et regroupait huit communes :
- L'Épinay-le-Comte ;
- Mantilly ;
- Passais ;
- Saint-Fraimbault ;
- Saint-Mars-d'Égrenne ;
- Saint-Roch-sur-Égrenne ;
- Saint-Siméon ;
- Torchamp.

À la suite du redécoupage des cantons pour 2015, toutes les communes sont rattachées au canton de Bagnoles-de-l'Orne.

### Ancienne commune
La commune mayennaise de Saint-Fraimbault-sur-Pisse, absorbée en 1832 par la commune ornaise de Saint-Fraimbault-sur-Pisse, était la seule commune supprimée, depuis la création des communes sous la Révolution, incluse dans le territoire du canton de Passais. La commune se débarrasse officiellement en 1962 de son locatif jugé disgracieux.

## Démographie
| 1962  | 1968  | 1975  | 1982  | 1990  | 1999  | 2006  | 2011  | 2012  |
| ----- | ----- | ----- | ----- | ----- | ----- | ----- | ----- | ----- |
| 6 134 | 5 724 | 5 159 | 4 801 | 4 283 | 3 833 | 3 668 | 3 583 | 3 550 |